# 山崎次郎
山崎 次郎（やまさき じろう、1880年（明治13年）1月21日 - 1958年（昭和33年）10月29日）は、日本の外交官。駐アルゼンチン公使。

## 経歴
静岡県に会田和保の二男として生まれ、山崎金重の養子となった。1906年（明治39年）、東京帝国大学を卒業し、法科大学法律学科仏蘭西法兼修。
翌年に外交官及領事官試験合格した。領事官補として広州、牛荘に、外交官補としてスペインに勤務した。さらにリヨン領事、アメリカ合衆国大使館三等書記官、アルゼンチン公使館二等書記官、同一等書記官、同代理公使、外務書記官・通商局総務課長、翻訳課長、会計課長、在ソビエト連邦日本国大使館参事官、ブラジル大使館参事官を歴任した。
1918年（大正7年）7月10日、ブエノスアイレス着任。臨時代理公使（常駐公使館開設）、その後アルゼンチンと深い関わりを持った。
1928年（昭和3年）に駐アルゼンチン公使となり、駐パラグアイ公使・駐ウルグアイ公使も兼ねた。
1936年退官。
妻いそ(旧姓・下位)との間に担(1919年生まれ)。担の岳父は建築家の中村與資平
。